# محمد الشیبانی
محمد الشیبانی (انگلیسی: Muhammad al-Shaybani؛ 749 – ۸۰۵ (۵۵−۵۶ سال)) از مردم عرب، فقیه، و قاضی (شریعت) بود. او تا زمان مرگش در سال ۸۰۵ در شهر ری به عنوان قاضی خدمت کرد.